# 穷开心 (EP)
穷开心（EP）是花儿乐队热门曲目《穷开心》各种版本的汇集。还用4个曲目介绍了《穷开心》。此EP为花儿乐队第二张EP。但也可作单曲讲。

## 收录内容
其中有马戏团进行曲版、超浪漫R&B版和纯曲艺版，另几首曲目均不为音乐。三种音乐版本均为1分14秒长。
1. 穷开心
2. 花儿乐队问好
3. 穷开心的意义
4. 穷开心的创作来源
5. 穷开心的音乐理念
6. 花龄曲艺的音乐概念
7. 穷开心录音花絮
8. 穷开心超浪漫R&B版
9. 穷开心马戏团进行曲版
10. 穷开心纯曲艺版